# Mars 1871

## Événements
- 1er mars :

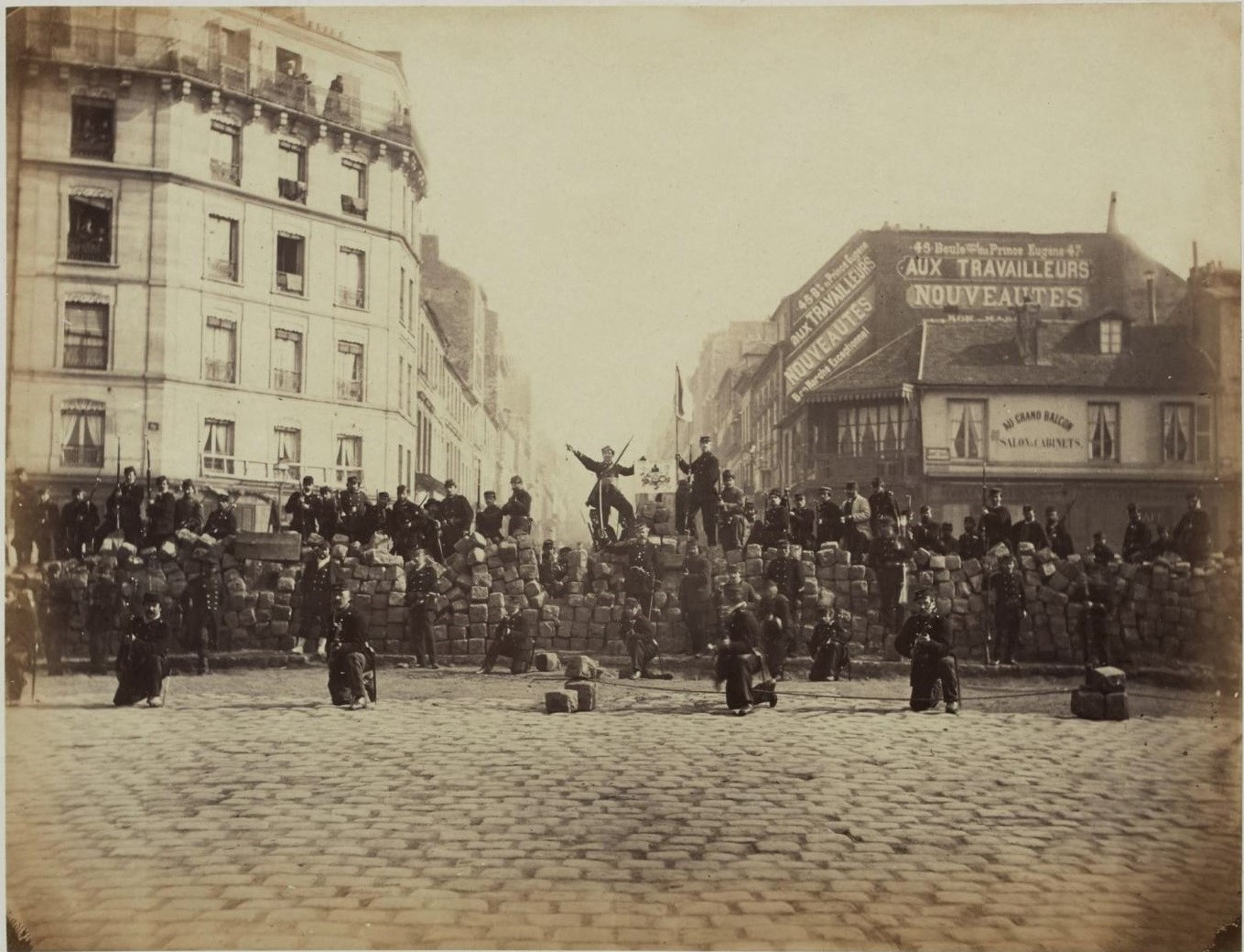
18 mars : barricade

  - France : symboliquement, les troupes prussiennes entrent dans Paris et défilent sur les Champs-Élysées. Ratification du traité préliminaire de paix par l'Assemblée Nationale. Deuxième protestation de Bordeaux et décès du maire de Strasbourg Émile Küss à Bordeaux.
  - conférence de Londres. Fin de la neutralisation de la mer Noire.

- 3 mars, France : constitution du Comité central de la Garde nationale.

- 5 mars : le Nouveau-Brunswick adopte une réforme scolaire à laquelle s'opposent les catholiques. La Question des écoles du Nouveau-Brunswick sera la source de beaucoup de troubles.

- 7 mars (Brésil) : cabinet Rio Branco (fin le 26 juin 1875).

- 8 mars, France : suppression par l’Assemblée nationale de la solde des gardes nationaux.

- 10 mars, France : pacte de Bordeaux, entre les différentes parties du gouvernement, suspendant toute décision sur la nature du régime. Moratoire sur les loyers et les effets de commerce. Le pouvoir est transféré à Versailles.
- 16 mars : début de la plus importante insurrection, depuis la conquête de l'Algérie, du cheikh Mohamed El Mokrani et du cheikh Haddad, chef de la confrérie des Rahmaniya, en Kabylie, aussi appelé "Révolte des Mokrani".

- 17 mars, France : arrestation du socialiste révolutionnaire Louis Auguste Blanqui.
- 18 mars, France : Commune de Paris (mars-mai 1871) : insurrection de la population parisienne.
  - Échec de la tentative des troupes gouvernementales de s'emparer des canons de Montmartre. Dans la nuit du 17 au 18 mars, Thiers décide de désarmer Paris (227 canons de la garde nationale à Montmartre et à Belleville). Le 88e de ligne, chargé de prendre les canons de Montmartre, est encerclé par la garde nationale et la foule, avec laquelle la troupe commence à fraterniser. Les officiers sont désarmés. Les généraux Lecomte et Clément-Thomas sont arrêtés et fusillés à la mairie du XVIIIe arrondissement, malgré l’intervention du maire Georges Clemenceau et d’officiers communards. Thiers part avec le gouvernement à Versailles afin de ne pas se trouver prisonnier des insurgés. Il refuse de négocier, posant comme préalable le désarmement de la garde nationale. Un gouvernement populaire, le Comité central de la garde nationale est constitué.

- 20 mars, France : le gouvernement et l'Assemblée Nationale s'installent à Versailles.

- 21 mars, Canada : élection générale ontarienne de 1871. Le parti libéral de l'Ontario dirigé par Edward Blake remporte cette élection.

- 22 mars, France : début de la Commune de Marseille, celle-ci dure 15 jours, dirigée par l'avocat des pauvres, Gaston Crémieux.

- 26 mars, France : élections de la Commune de Paris. Les Parisiens élisent un conseil communal de 90 membres qui prend le nom de Commune de Paris (majorité jacobine et blanquiste, minorité de révolutionnaires indépendants favorable à une fédération des Communes de France) : Rochefort, Delescluze, Pyat, Gambon, Blanqui, Ferré, Rigault, Clément, Courbet, Vallès, etc.

- 27 mars, Ecosse Premier match international de rugby à XV. L’Écosse l’emporte face à l'Angleterre 4-1 devant 4 000 personnes.

- 28 mars, France : proclamation de la Commune de Paris à l'hôtel de ville. Lors de son entrée à l’Hôtel-de-Ville, le conseil municipal reçoit ses pouvoirs du Comité central. Le mouvement est suivi dans certaines grandes villes de province (Lyon, Marseille, Narbonne, Toulouse, Saint-Étienne) sans gagner les campagnes.

- 29 mars :
  - L’amiral de Gueydon devient gouverneur général civil de l’Algérie (fin en 1873). Il œuvre au retour au calme. Il est chargé de l’installation des Alsaciens-Lorrains, en application des lois du 21 juin et du 15 septembre et du décret du 16 octobre 1871 leur attribuant des terres.
  - Ouverture du Royal Albert Hall à Londres dessiné par Francis Fowke et H. Y. Darracott Scott.

## Naissances
- 1er mars : Ernst Leitz, homme d'affaires allemand, fondateur de Leica († 15 juin 1956).
- 5 mars : Rosa Luxemburg, révolutionnaire polonaise naturalisée allemande († 1919).
- 13 mars : Igor Grabar, historien d'art et muséologue soviétique († 16 mai 1960).
- 16 mars : Mykola Bouratchek, peintre impressionniste ukrainien († 12 août 1942).
- 17 mars : Giuseppe Borgatti, ténor italien († 18 octobre 1950).
- 21 mars : Carlo Maria Piazza, aviateur italien († 24 juin 1917).
- 23 mars : Maurice Garin, champion cycliste français († 19 février 1957).
- 27 mars : 
  - Heinrich Mann, né à Lübeck, écrivain allemand († 1950).
  - Gustave Hamilton (mort le 5 janvier 1951), acteur français
  - Piet Aalberse (mort le 5 juillet 1948), personnalité politique néerlandaise

## Décès
- 3 mars : Michael Thonet, dessinateur de meubles autrichien (° 2 juillet 1796).
- 8 mars : Gustav Heinrich Emil Ohlert, zoologiste allemand (° 28 juin 1807).
- 27 mars : Adelaide Cairoli (née le 8 mars 1806), patriote italienne